# ハンニバル・ギスコ
ハンニバル・ギスコ(Hannibal Gisco、- 紀元前258年)は、カルタゴの将軍。主に海軍を率いて、第一次ポエニ戦争初期に登場した。なお第二次ポエニ戦争のハンニバルとは別人物であり、血縁関係も恐らくない。
歴史に登場するのは紀元前262年、アグリゲントゥム包囲戦で、少数の守備兵を率いてローマ軍と戦っている。カルタゴはハンノを救援軍として送り、彼自身も粘り強さを発揮するが、アグリゲントゥム（現アグリジェント）は翌年にローマの手の落ちる。しかしながら、ギズコはアグリゲントゥムからの脱出に成功し、海軍の指揮を執った。紀元前260年にはメッシーナ海峡近くのリーパリ諸島の海戦でローマの執政官、グナエウス・コルネリウス・スキピオを計略にかけて捕虜とする事に成功、囚われた彼スキピオは以降「アシナ(＝ロバ)」と名付けられる。
しかしもう一人の執政官ドゥイリウスがローマ海軍の主力艦隊を率いて、ギスコの艦隊とミラエ（現ミラッツォ）沖で会戦（ミラエ沖の海戦）、ローマ海軍の新兵器「コルウス」により海上戦闘を甲板上の陸戦に変えさせられ敗北した。この敗戦で、ギスコの旗艦も含む多くの軍艦をローマに奪われた。
紀元前258年にサルディニアで再びローマ海軍に敗北する（スルキ沖の海戦）。この時点でハンニバル・ギスコは自身の部下に捕らわれてカルタゴに送還され、その能力を批判され処刑された。